# 南原實相寺證覺大師塔碑
南原實相寺證覺大師塔碑（：／）是位於韓國全羅北道南原市實相寺的塔碑，是為了贊頌證覺大師洪陟所建造的。南北國時代新羅時代的產物，1963年1月21日正式成為大韓民國寶物第39號

## 歷史沿革
南原實相寺證覺大師塔碑，興建於新羅興德王3年(西元828年)，根據一風水地理師之說，如果這裡不建立廟宇的話，韓國的浩然正氣將會流往日本，韓國會因此衰敗，故證覺大師在實相山派創派的同時，也創建了實相寺，屬新羅和高麗初期，朝鮮佛教禪宗的九大宗派(禪門九山)其中一派「實相山派」。
1597年丁酉之戰爆發，實相寺古蹟幾乎全毀。於朝鮮肅宗26年(1700年)，再度重建。但在高宗19年(1882年)時，又毀於一場大火之中，僅部份建築倖存保留。目前寺內所珍藏的寶物，是所有地方文化財的廟宇最多的。1963年1月21日韓國政府為了紀念證覺大師創建實相寺，將其塔碑編列至大韓民國寶物第39號。

## 實相寺指定文化財
| 韓國國寶編號 | 名稱                     |
| ------------ | ------------------------ |
| 10           | 南原實相寺百丈庵三層石塔 |

| 大韓民國寶物編號 | 名稱                    |
| ---------------- | ----------------------- |
| 33               | 南原實相寺秀澈和尙塔    |
| 34               | 南原實相寺秀澈和尙塔碑  |
| 35               | 南原實相寺石燈          |
| 36               | 南原實相寺僧塔          |
| 37               | 南原實相寺東ㆍ西 三層石 |
| 38               | 南原實相寺證覺大師塔    |
| 39               | 南原實相寺證覺大師塔碑  |
| 40               | 南原實相寺百丈庵 石燈   |
| 41               | 南原實相寺鐵造如來坐像  |
| 420              | 百丈庵青銅銀入絲香爐    |
| 421              | 藥水庵木彫摚畫          |